# Franklin Bulls
I Franklin Bulls sono una società cestistica avente sede a Pukekohe, in Nuova Zelanda. Fondati nel 2019, disputano la NBL.
Disputano le partite interne nel Franklin Pool and Leisure Centre.